# Proablepharus reginae
Proablepharus reginae là một loài thằn lằn trong họ Scincidae. Loài này được Glauert mô tả khoa học đầu tiên năm 1960.